# اکواپا
اکواپا (به لاتین: Acoyapa) در نیکاراگوئه است که در chontales department واقع شده‌است.

## خصوصیات
اکواپا ۱٬۳۸۲ کیلومترمربع مساحت و ۱۶٬۹۴۶ نفر جمعیت دارد.